# Boulevard du Temple (fotografia)

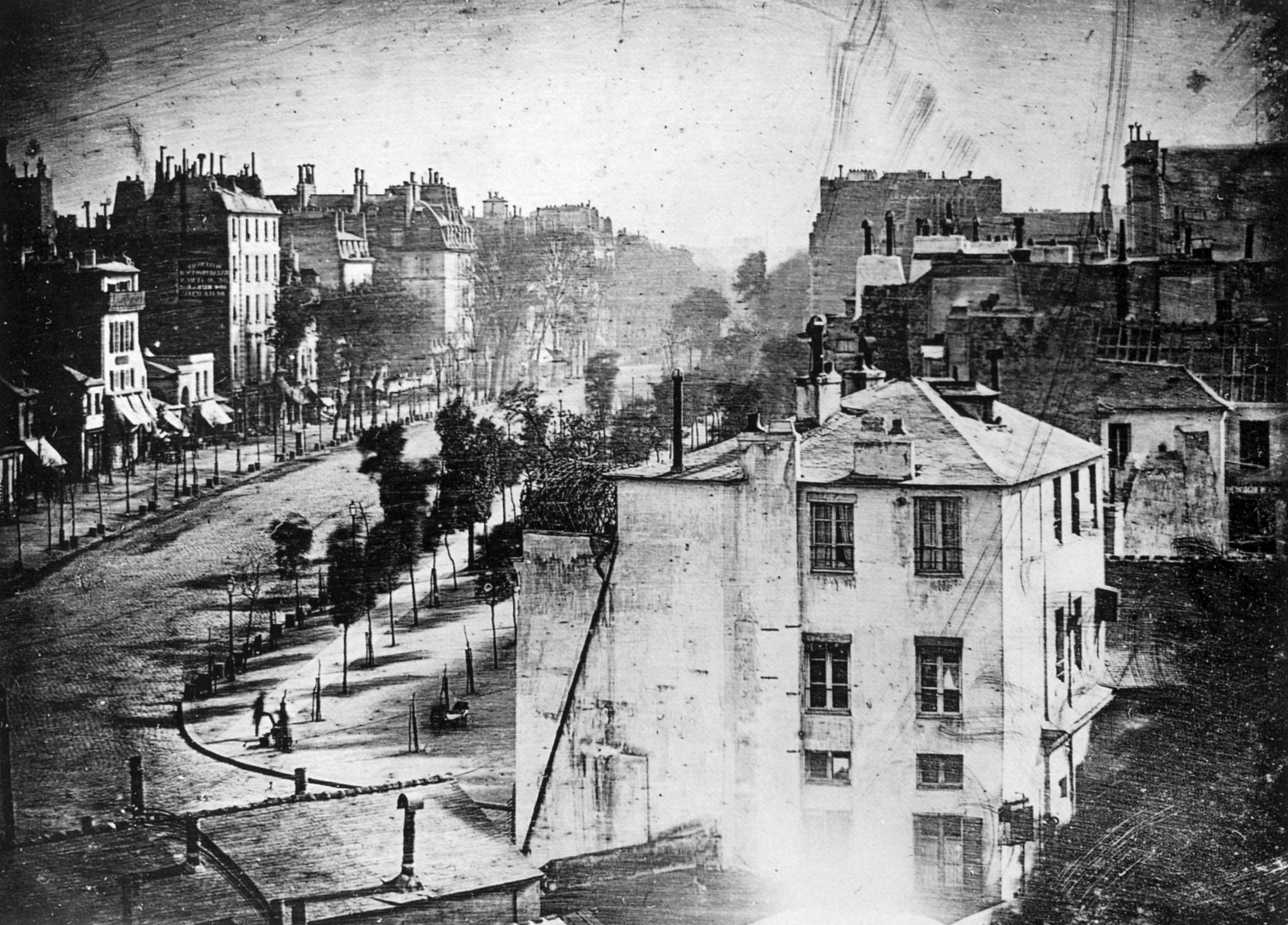
Boulevard du Temple. W lewym dolnym rogu widoczne są dwie postacie – pucybut i jego klient

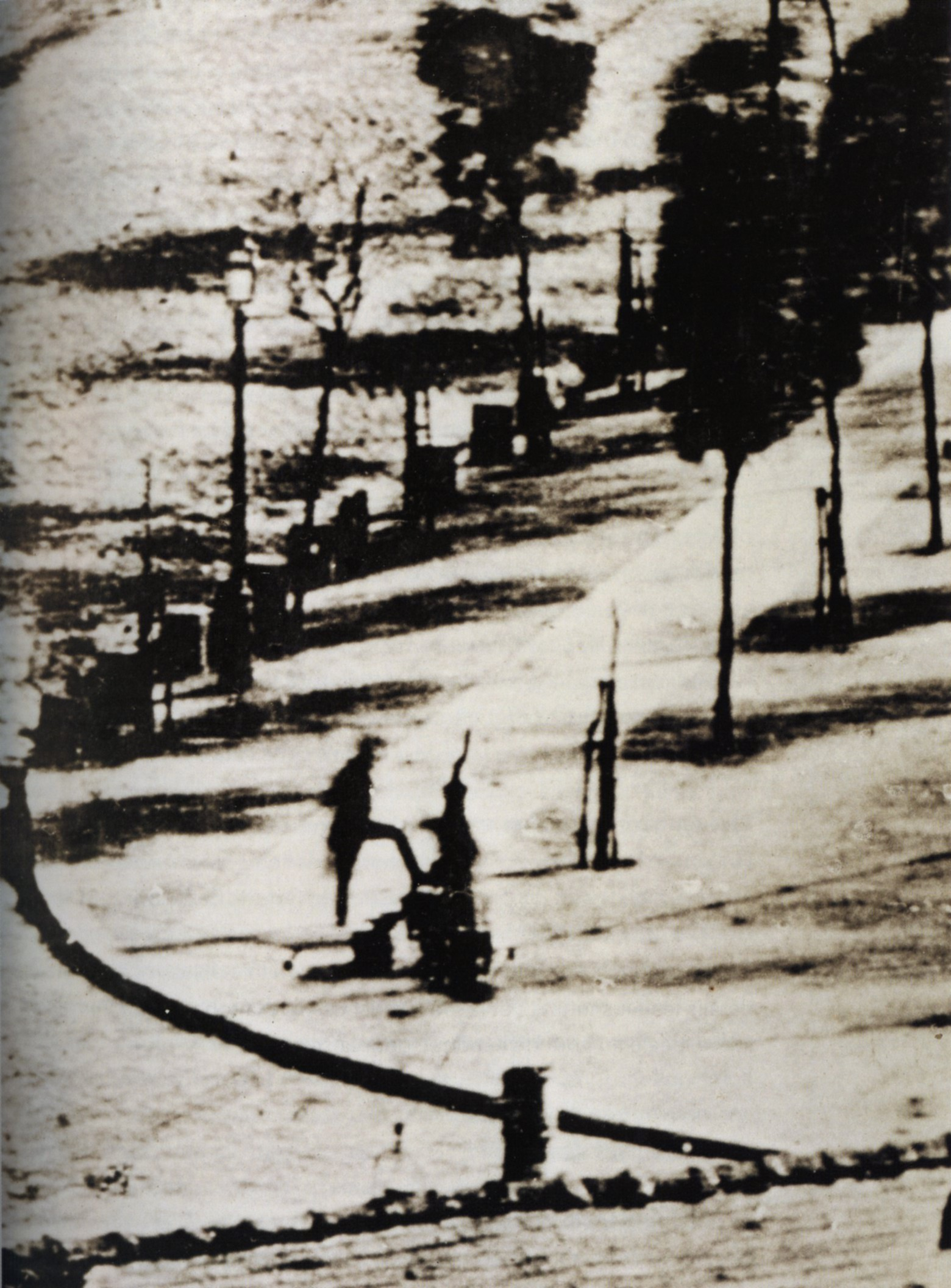
Fragment fotografii z postaciami

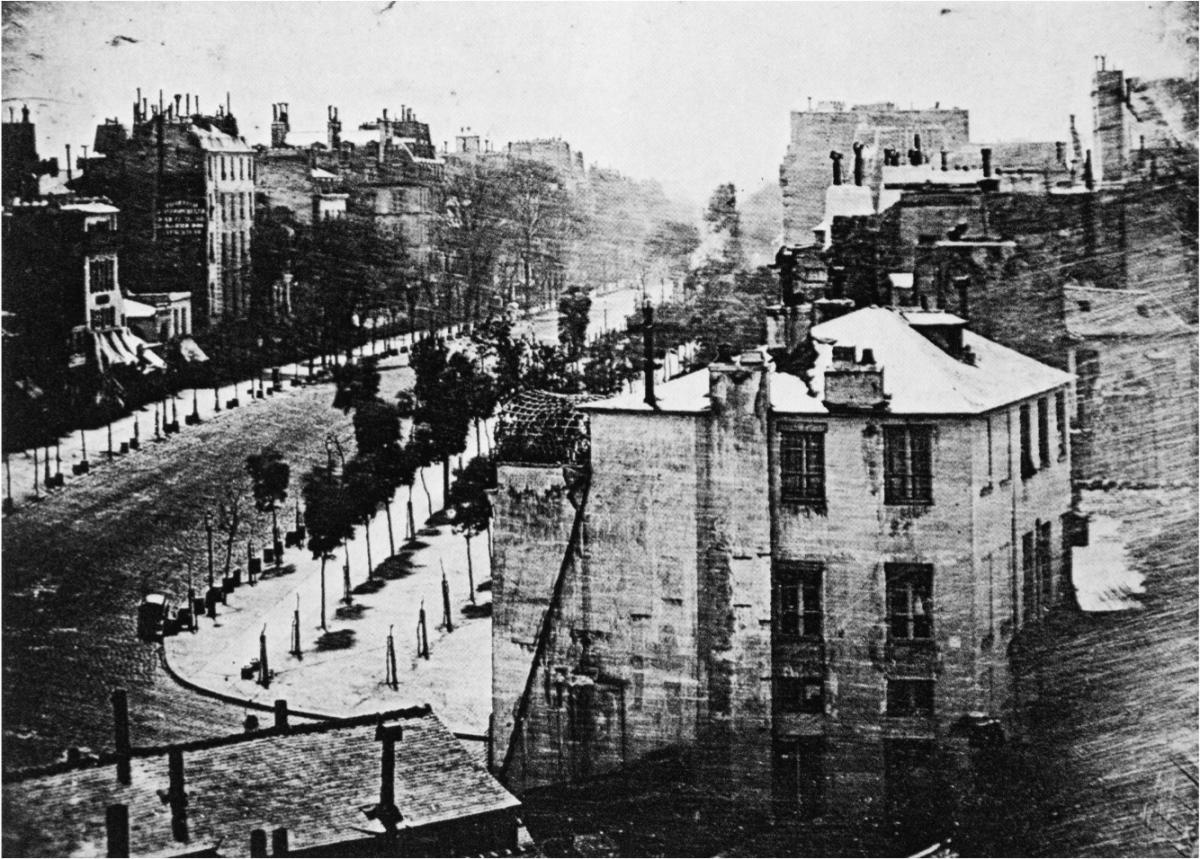
Druga fotografia wykonana tego samego dnia w południe

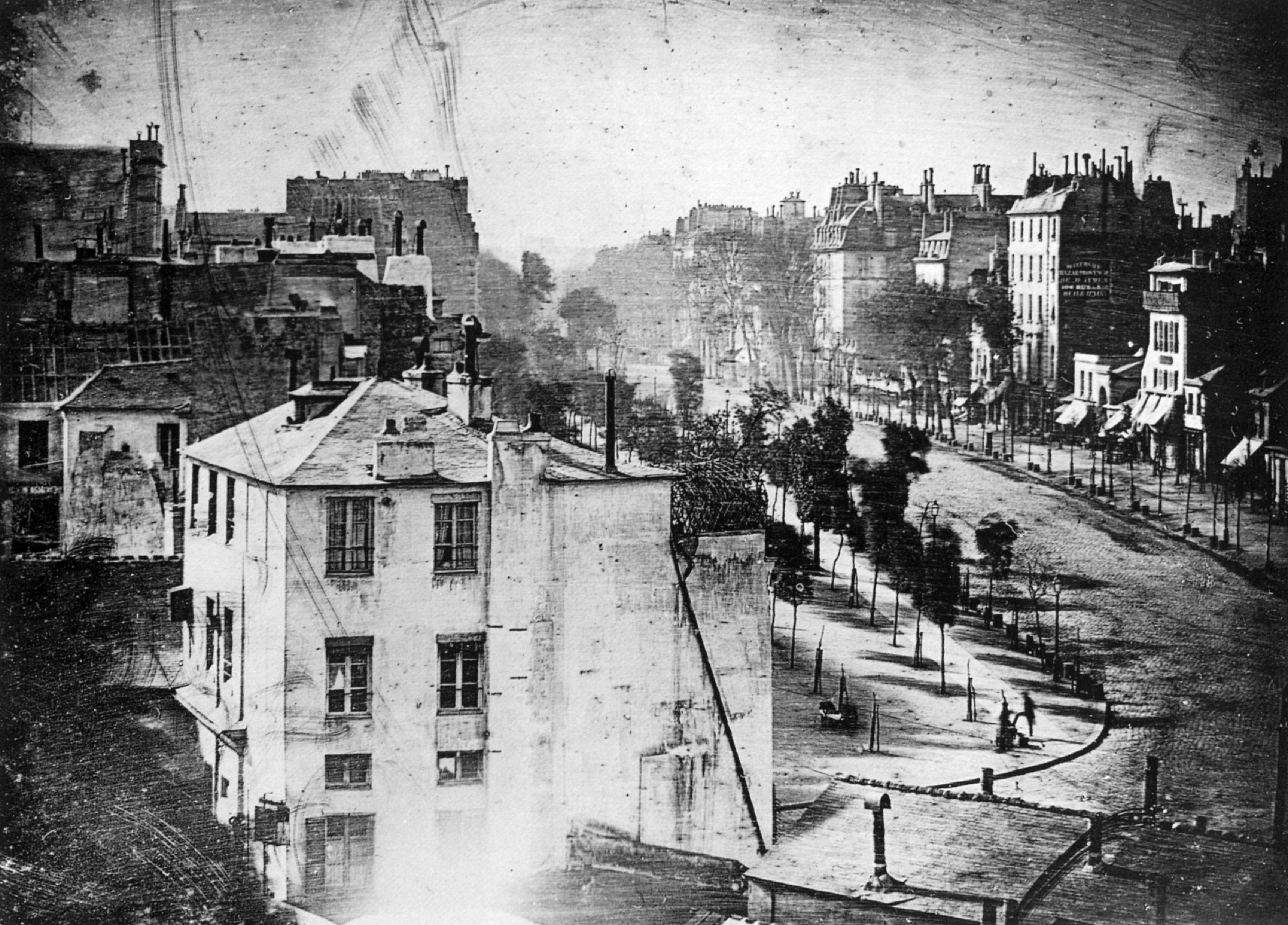
Odwrócona fotografia z postaciami, aby pokazać rzeczywistą orientację

Boulevard du Temple – fotografia wykonana w roku 1838 (lub prawdopodobnie 1837), będąca jedną z najwcześniejszych zachowanych płyt dagerotypowych wyprodukowanych przez francuskiego malarza i scenografa Louisa Jacques’a Daguerre’a. Chociaż fotografia wydaje się przedstawiać opustoszałą ulicę, uważa się, że jest pierwszą, na której widać wizerunek człowieka.

## Dagerotyp
Najwcześniejsza znana fotografia Widok z okna w Le Gras, została stworzona około dziesięć lat wcześniej przy użyciu techniki heliografii, która wymagała około ośmiu godzin czasu naświetlania, co oznaczało, że za pomocą tej techniki można było zarejestrować tylko obiekty statyczne. Jednak do 1838 roku Daguerre opracował własną metodę, dzięki której czas ekspozycji został istotnie zmniejszony – do czterech lub pięciu minut.
Fotografia bulwaru została zrobiona o godzinie 8:00 między 24 kwietnia a 4 maja, w 1837 lub 1838 roku, z okna pracowni Daguerre’a, mieszczącej się pod numerem 5 przy ulicy Rue des Marais w Paryżu. Przedstawia Boulevard du Temple w miejscu, w którym obecnie Rue du Faubourg-du-Temple łączy się z placem Republiki (wówczas nieistniejącym). Dwie inne fotografie zostały zrobione tego samego dnia, jedna w południe, która przetrwała, a także trzecia wieczorna, która zaginęła. Płyta dagerotypowa ma wymiary około 13 × 16 centymetrów. Boulevard du Temple był zatłoczony ruchem ludzi i koni, ale ponieważ wymagany czas naświetlania wynosił od czterech do pięciu minut, jedynymi uwiecznionymi ludźmi były dwie postacie stojące nieruchomo – pucybut i jego klient na rogu ulicy, widoczne w lewym dolnym rogu fotografii.

## Publikacja i wystawa
Louis Jacques Daguerre po raz pierwszy publicznie zaprezentował swój wynalazek Francuskiej Akademii Nauk w styczniu 1839 roku. Na początku marca tego samego roku pożar zniszczył jego pracownię. Daguerre poprosił strażaków, aby nie gasili jego pracowni, ale ocalili sąsiedni dom, w którym znajdowało się jego laboratorium. Uratowano aparaturę dagerotypową oraz obrazy, dokumenty i bieliznę pościelową oraz stołową. Notatnik który zawierał jego eksperymenty, został podobno znaleziony dziesięć dni później. Jednak pozostało tylko 25 dagerotypów, które można jednoznacznie przypisać Daguerre’owi.
Daguerre pokazał ten obraz Amerykaninowi Samuelowi Morse’owi w jego pracowni w marcu 1839 roku. Morse opisał później ten dagerotyp w liście opublikowanym w kwietniu tego samego roku w „The New York Times”. W październiku 1839 roku, w ramach działań promocyjnych, Daguerre podarował królowi Bawarii Ludwikowi I oprawiony tryptyk swojego dzieła, na którym fotografia „Boulevard du Temple” była obrazem po prawej stronie. Obraz podpisany został na obramowaniu: huit heures du matin („ósma rano”), a bardzo podobną płytę dagerotypową zamontowano w lewym panelu oznaczonym jako midi („południe”). Tryptyk został wystawiony w Monachijskim Stowarzyszeniu Artystycznym, gdzie natychmiast przyciągnął uwagę czasopisma „Das Pfennig-Magazin”, w którym napisano, że wydaje się, że mężczyzna na fotografii miał polerowane buty i musiał stać nieruchomo.
Obrazy były przechowywane w monachijskiej Rezydencji, a później w archiwach Bayerisches Nationalmuseum, gdzie stopniowo niszczały, aż w 1936 lub 1937 roku amerykański historyk sztuki i fotografii Beaumont Newhall odkrył je na nowo i wykonał reprodukcje na wystawę w Nowym Jorku. W 1949 roku opublikował je w swojej książce The History of Photography, 1839 to the Present. Podczas II wojny światowej oryginalne dagerotypy były przechowywane w złych warunkach, aż w 1970 roku zostały wypożyczone do Münchner Stadtmuseum. Podjęto próbę konserwacji, ale z katastrofalnymi skutkami. Od tego czasu faksymilowe dagerotypy były produkowane z kopii Newhalla.

## Analiza
Wiele osób badało fotografię pod kątem śladów jakiejkolwiek innej aktywności. Mogą być na niej niewyraźne sylwetki innych ludzi i być może dziecka wyglądającego przez okno, a także konia. Jak wszystkie płyty Daguerre’a, fotografia jest lustrzanym odbiciem. Mając to na uwadze, przeanalizowano położenie i kąt aparatu.
Mogły istnieć fotografie ludzi sprzed 1838 roku. Francuski fotograf Hippolyte Bayard twierdził, że wykonał fotograficzne autoportrety w 1837 roku, ale te nie zachowały się do XXI wieku. Na wczesnej fotografii mostu Pont Neuf w Paryżu, wykonanej prawdopodobnie w 1836 roku przez Daguerre’a, można zobaczyć jedną lub dwie osoby leżące na ziemi. Portret dagerotypowy przypisywany Daguerre’owi może pochodzić z 1837 roku. Autoportret autorstwa Amerykanina Roberta Corneliusa powstał w 1839 roku.